# Sindhnur
Sindhnur is een dorp in het district Raichur van de Indiase staat Karnataka. 

## Demografie
Volgens de Indiase volkstelling van 2001 wonen er 61.292 mensen in Sindhnur, waarvan 51% mannelijk en 49% vrouwelijk is. De plaats heeft een alfabetiseringsgraad van 54%. 